# Terinos amplior
Terinos amplior är en fjärilsart som beskrevs av Hans Fruhstorfer 1906. Terinos amplior ingår i släktet Terinos och familjen praktfjärilar. Inga underarter finns listade i Catalogue of Life.